# Blackwater River (Black Fork)
Der Blackwater River (englisch für „Schwarzwasser-Fluss“) ist ein 50 km langer Fluss in den Allegheny Mountains des östlichen West Virginias in den Vereinigten Staaten.
Über den Black Fork ist er ein Zufluss des Cheat River.
Über diesen, den Monongahela River und den Ohio River ist er Teil des Einzugsgebietes des Mississippi Rivers und entwässert ein Gebiet von 368 km².

## Geographie
Der Blackwater River ist ein so genannter Schwarzwasserfluss, was ihm auch den Namen gab. Der gesamte Verlauf des Flusses liegt innerhalb des Tucker Countys. Er entspringt in 991 m Höhe und durchquert zunächst die Feuchtgebiete des Canaan Valleys im Canaan Valley Resort State Park und im Canaan Valley National Wildlife Refuge. Danach nimmt er die beiden Zuflüsse North Branch Blackwater River und Little Blackwater River auf. Danach wendet er sich für den Rest seines Laufes nach Südwesten.
Nachdem der Fluss an der Stadt Davis vorbeigeflossen ist, stürzt er über die Blackwater Falls im Blackwater Falls State Park 17 m in die Tiefe und tritt in den 12,5 km langen Blackwater Canyon ein. In Hendricks fließt er mit dem Dry Fork zusammen und bildet den Black Fork. Die Mündung liegt in einer Höhe von 520 m.

## Hydrographie
Der United States Geological Survey betreibt am Blackwater River in der Nähe von Davis zwei Pegel. Am Pegel unterhalb von Davis beträgt die durchschnittliche jährliche Abflussmenge 5 m³/s.

## Sanierung des Flusses
Die Behandlung von Grubenwasser im Einzugsgebiet des Blackwaters wurde aufgrund ihres Erfolges vom Office of Surface Mining prämiert. Säurehaltiges Grubenwasser entsteht, wenn Strata mit sulfithaltigen Mineralien den Einflüssen von Luft und Regenwasser ausgesetzt sind. Dies ist der Fall, wenn Bergbau in Form von Tagebau durchgeführt wird. Die dabei entstehende Schwefelsäure kann Metalle wie Eisen, Aluminium und Magnesium auflösen. Bis 2004 hat die Verbindung von Säuren und gelösten Schwermetallen in den Appalachen Wasserläufe in einer Länge von über 19.300 km geschädigt, einschließlich der Blackwater Rivers und seiner Zuflüsse.
Die Sanierung des Blackwater Rivers und seines Einzugsgebietes war kostenintensiv und ein komplexes Projekt, das aus zwei großen Teilen bestand.
Im Rahmen des Douglas Highwall Abandoned Mine Land Reclamation Projects wurden 14.400 Tonnen Kalkstein am North Branch des Blackwater Rivers unterhalb von Thomas eingebracht. Obwohl das experimentelle System nicht wie beabsichtigt funktionierte und keine messbare Erhöhung des Base-Niveaus geschaffen hat, wurde der Gesamtumfang der im Wasser gelösten Säuren und Schwermetalle der verlassenen Mine in das Flusssystem deutlich reduziert.
Erfolgreicher war ein Projekt direkt oberhalb von Davis am Beaver Creek, einem Nebenfluss des Blackwater Rivers. Eine mit Wasserkraft angetriebene Kalkstein-Mühle mischt diesen in das Wasser ein.
Ein in Schweden entwickeltes Dosiersystem zur Einstreuung gemahlenen Kalksteins wurde als zusätzliche Maßnahme installiert. Der acht Kilometer lange Abschnitt zwischen der Station und dem Zusammenfluss des Blackwater Rivers mit dem North Branch ist nun eine der besten Flussstrecken für den Fang von Forellen.